# Comiket
Комікет (яп. コミケット), відомий також як Comic Market (яп. コミックマーケット) — найбільший ярмарок манґи орієнтований на творчість початківців манґак.
Проводиться 2 рази на рік у Токіо, Японія. Перший Комікет був проведений 21 грудня 1975 року, в ньому взяли участь близько 32 додзінсі-гуртків і близько 650 відвідувачів. Зараз ця подія збирає близько півмільйона осіб.
Це база для початківців манґак, де кожен сам намагається продати свої твори. Також фестиваль відвідують відомі аніматори та режисери аніме.
Оскільки багато творів, які продаються на Комікеті дуже рідкісні (оскільки додзінсі рідко перевидаються), то деякі з них згодом можна знайти в магазинах або інтернеті за цінами до 10 разів вище початкової.

## Історія
Вперше Комікет був проведений у 1975 році. Після закриття журналу COM у 1972 році пропало єдине видання, що публікувало експериментальну та незалежну манґу. Тоді у групи студентів, куди входили молоді Йосіхіро Йонедзава, Теруо Харада та Дзюн Аніва, виникла ідея ярмарку коміксів. Вони були незадоволені поточним станом індустрії та гегемонією декількох окремих творів, бажали вивчати манґу і розкрити її комерційний потенціал.

## Дата та місце проведення

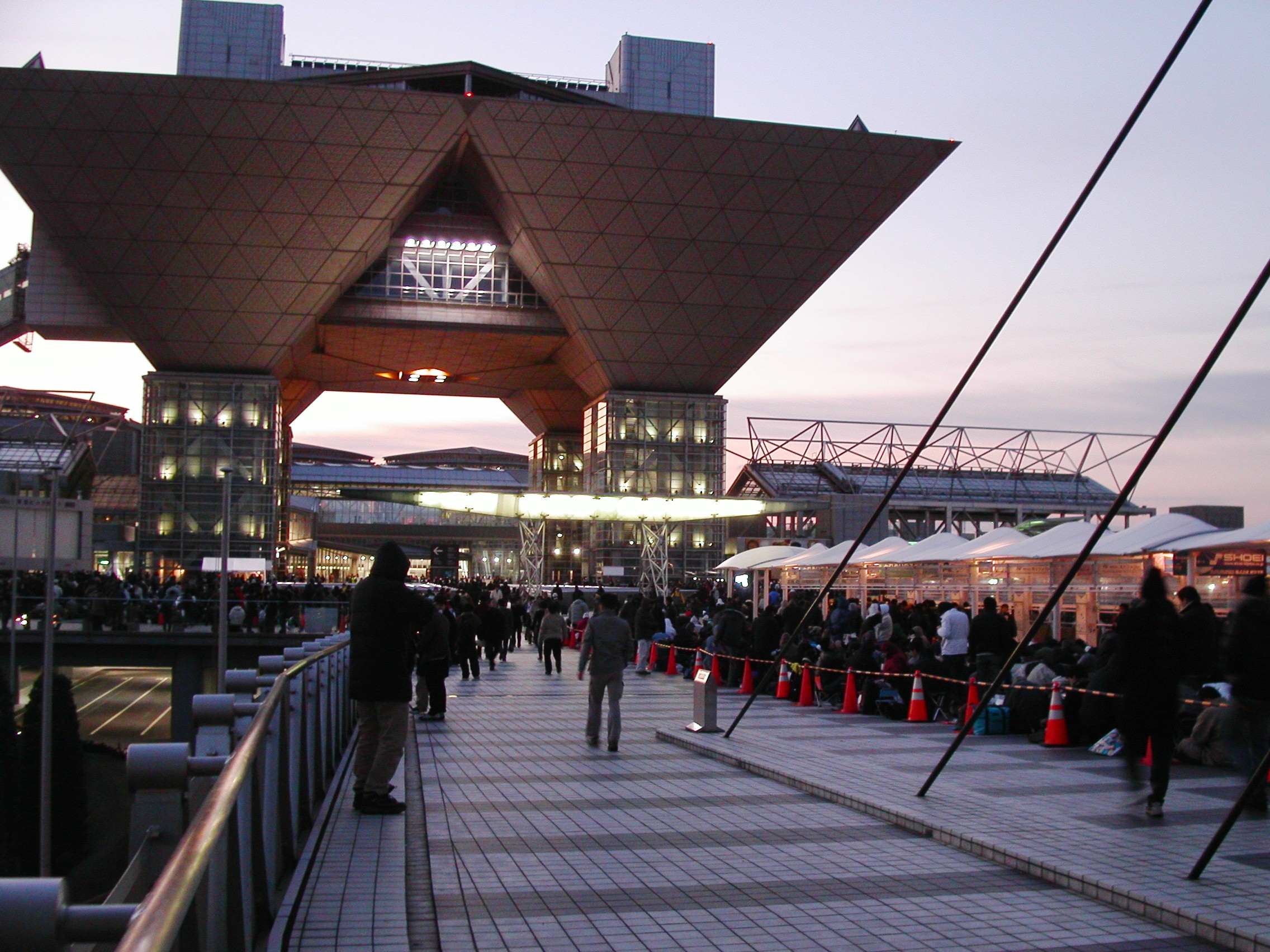
Токійський Міжнародний Виставковий Центр

Комікет проводиться 2 рази на рік: один раз у серпні та один раз у грудні (відповідно Літній Комікет та Зимовий Комікет). Літній Комікет починається приблизно 15 серпня і триває 3 дні. Зимовий Комікет зазвичай проводиться між 28 і 31 грудня і триває 2-3 дні. 
Комікет розміщається в будівлі Токійського Міжнародного Виставкового Центру, який розташовані на острові Одайба, Токіо. 
Часи роботи з 10:00 до 15:00 - 16:00. Керівництво ярмарку рекомендує приїжджати вдень, оскільки з ранку відвідувачі можуть проводити у черзі від 1 до 5 годин.

## Масштаб
Приблизно 50 000 продавців та близько 550 000 відвідувачів сходяться протягом 3 днів, і їх кількість рік від року продовжують рости. Якщо взяти до уваги поліцію, охорону, співробітників та добровольців, які забезпечують проведення заходу, то число учасників перевищить півмільйона чоловік. Через таку величезну кількість людей, компаніям мобільного зв'язку доводиться встановлювати тимчасові антени, оскільки постійні не справляються з таким навантаженням. Готелі та транспортні компанії також пристосовуються до напливу клієнтів.

## Каталог
Для кожного ярмарку випускається каталог у вигляді CD, або його друкована версія, розміром з маленький телефонний довідник. До каталогу занесені всі учасники, карта проведення заходу, вказівки та правила. Для іноземців міститься багато графічних покажчиків. Замовляти каталог слід заздалегідь, до поїздки на Комікет.

## Проблеми
Оскільки Комікет з кожним роком збирає все більше учасників, то постійно стоїть проблема переповнення. Щоб купити додзінсі свого улюбленого автора, особливо, якщо цей автор відомий, черга фанатів утворюється біля будівлі ярмарку за декілька днів до початку, що проблематично з точки зору безпеки. Тому в останні роки збиратися дозволено тільки в день проведення Комікету.